# Аксёнов, Александр Степанович
Александр Степанович Аксёнов (10 октября 1916 года, посёлок Баранчинский, Екатеринбургский уезд, Пермская губерния — 5 мая 1988 года) — участник Великой Отечественной войны, подполковник, командир 3-й гвардейской танковой бригады.

## Биография
В октябре 1935 года добровольцем вступил в ряды Красной Армии в Алапаевском военкомате. С 1935 по 1938 гг. обучался на курсах Ульяновского бронетанкового училища. По окончании обучения был назначен командиром тяжёлого танка, командиром взвода тяжёлых танков в 5-й тяжёлой танковой бригаде, командиром танка во 2-м батальоне 14-й танковой бригады Киевского военного округа. С сентября 1939 года по август 1941 года проходил курсы АКТУС при Военной академии механизации и моторизации РККА им. И. В. Сталина.

### Участие в Великой Отечественной войне
Начало войны встретил в должности помощника начальника отдела кадров в Московском автобронетанковом центре, затем был назначен старшим помощником начальника отдела боевой подготовки Горьковского автобронетанкового центра. 29 марта 1942 года был назначен в особо тяжёлый танковый батальон на Северо-Западный фронт. С мая 1942 года переведён на Западный фронт заместителем начальника штаба по оперативной работе 183-й танковой бригады 10-го танкового корпуса.
В составе данной бригады участвовал в контрударе левого крыла Западного фронта в районе Сухиничи и Козельск в районах Починок, Жилково, Дудино, в обороне переправ в районах Восты и Дремово через р. Жиздра, прорыве обороны противника в районе города Сухиничи. С сентября 1942 года назначен начальником штаба 183-й танковой бригады.
С середины ноября в данной должности участвовала в Ворошиловградской операции. С 30 апреля 1943 года был назначен заместителем командира бригады. В июле участвовал в Курской стратегической оборонительной операции. Участник сражения под Прохоровкой. С сентября 1943 года стал заместителем командира 186-й танковой бригады, в составе которой участвовал в битве за Днепр, где после ранения командира вступил в командование бригадой.
С декабря 1943 года был назначен начальником оперативного отдела 3-го гвардейского танкового корпуса, а с 30 июля 1944 года — командиром 3-й гвардейской танковой бригады.. 22 августа 1944 года переведён в резерв бронетанковыми и механизированных войск Красной Армии. С декабря 1944 года назначен командиром дивизиона курсантов 2-го Киевского училища самоходной артиллерии.
За всю войну уничтожил 7 танков и штурмовых орудий.

### После войны
После войны Александр Степанович работал производственном управлении автомобильного транспорта Латвийской ССР в городе Рига. С 1961 занимая должность старшего инженера, вёл активные разработки специального подвижного состава для перевозки длинномерных и тяжеловесных грузов, утвердил десять авторских рационализаторских предложений. За что был награждён орденом «Трудового Красного Знамени» и почётными знаками «Победитель соцсоревнования». 

### Семья
Был женат. Жена — Аксёнова Анна Дмитриевна, две дочери — Татьяна и Галина.

## Награды
- Орден Отечественной войны I степени - 31.12.1943;
- Орден Красной Звезды — 02.11.1942; 15.11.1950;
- Орден Красного Знамени — 06.04.1943, 21.07.1944;
- Медаль «За победу над Германией в Великой Отечественной войне 1941—1945 гг.» - 09.05.1945
- Медаль «За боевые заслуги» — 05.11.1946[8].